# Saint-Gratien (Val-d'Oise)
Saint-Gratien é uma comuna francesa situada no departamento do Val-d'Oise e a região Ilha de França.
Seus habitantes são chamados de Gratiennois.

## Toponímia
Atestada sob as formas Sanctus Gratianus, Sanctus Gracianus em 1186.
Saint-Gratien deve seu nome a um jovem pastor martirizado no século Século IV e canonizado por Dagoberto I em 628. Os monges de Saint-Denis, construíram um oratório em sua memória. Uma relíquia de são Graciano está enterrado sob o altar-mor da igreja da cidade.

## História
Em 1225, Guillaume de Cornillon possuía a maior parte do território.
No século Século XVII, o marechal Nicolas de Catinat herdou de sua mãe o território de Saint-Gratien. Desgraciado em 1701 após uma conspiração, ele se retirou para o seu castelo em Saint-Gratien, construído em 1610 pelo seu avô. Ele recebeu Bossuet, Fénelon, Vauban, madame de Sévigné, madame de Coulanges, o duque de La Rochefoucauld. Ele divide a sua existência entre a cultura de árvores frutíferas e a gestão do seu domínio que se estende desde Orgemont até as margens do lago atual de Enghien. Ele morreu em Saint-Gratien em 12 de fevereiro de 1712 e foi sepultado na capela da vila. Para fazer uma homenagem a este homem, a comuna de Saint-Gratien adotou o brasão de armas do marechal de Catinat em julho de 1994.
No final do século Século XVIII, Saint-Gratien tornou-se o local privilegiado de pousadas dos Parisienses que construíram casas secundárias das quais algumas ainda são visíveis.
Em 1806, o conde de Luçay, Jean-Baptiste de Legendre, prefeito imperial, adquiriu Saint-Gratien e construiu um castelo inaugurado por Napoleão I.
Em 1832, o marquês Astolphe de Custine escritor, viajante e diplomata, também construiu um castelo, que foi demolido em 1860 por seus herdeiros; ele recebeu muitos artistas : Balzac, Victor Hugo, Chopin, Delacroix, Chateaubriand que era intimamente ligada à sua mãe, há vinte anos, Alfred de Musset, Barbey d'Aurevilly, George Sand e Lamartine; continua a ser uma construção de dependências.
No Século XX, a cidade conhece o desenvolvimento das cidades do subúrbio parisiense com um crescimento de sua população e a renovação do seu centro da cidade. De 1910 a 1970, o número de habitantes passou de 2 520 a 20 000.

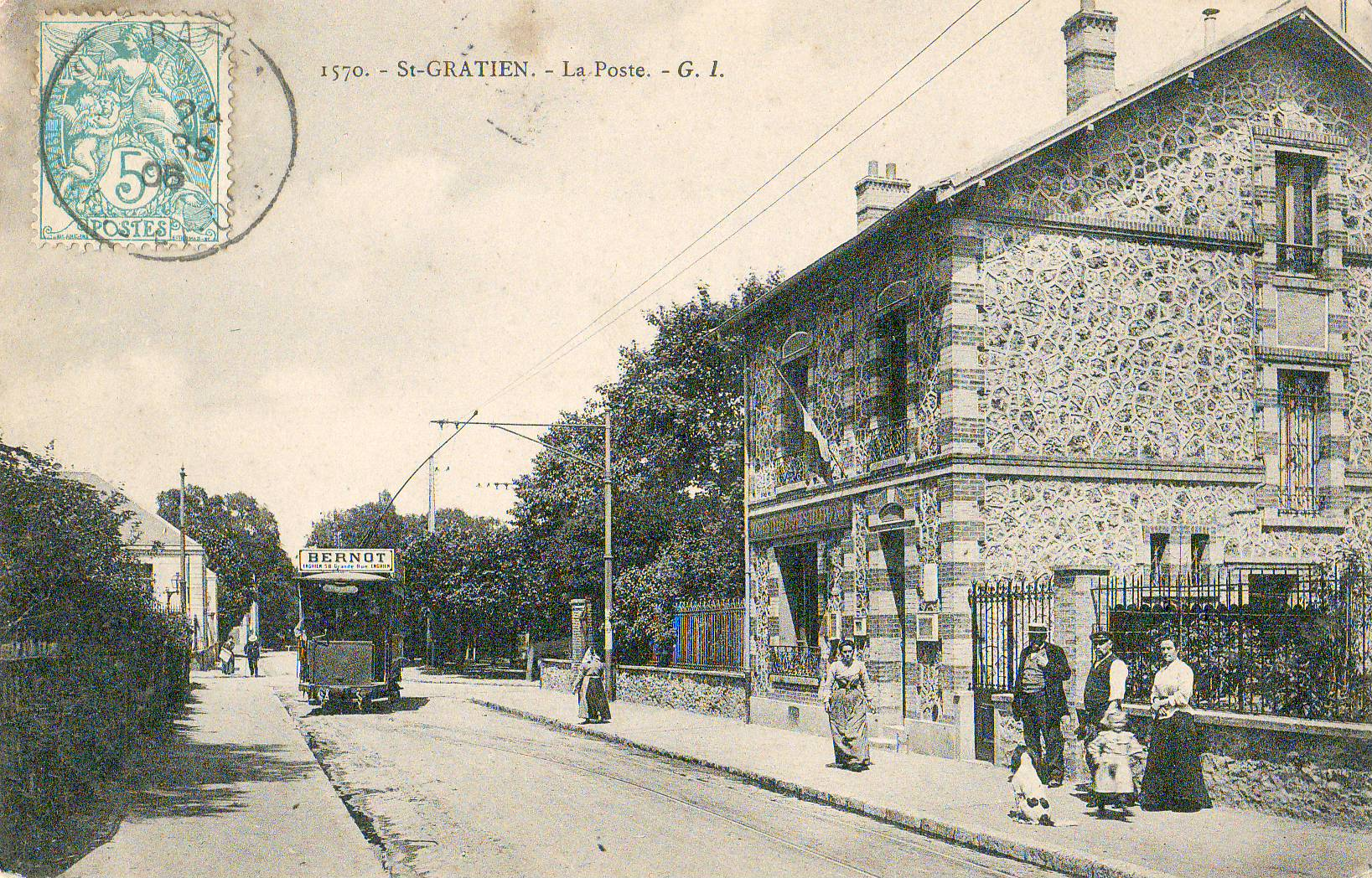
O Tramway Enghien - Montmorency, visto aqui no posto, serviu a cidade de 1901 ou 1902 a 1908.

## Cultura e patrimônio

### Personalidades ligadas à comuna
- Alexandre Dumas viveu lá.
- Corot trabalhou lá.
- Philippe Boisse campeão olímpico de espada em 1984.
- Erik Boisse campeão olímpico de espada em 2004.